# Miguel Hidalgo, Nuevo León
Miguel Hidalgo är en ort i Mexiko.   Den ligger i kommunen Galeana och delstaten Nuevo León, i den centrala delen av landet, 600 km norr om huvudstaden Mexico City. Miguel Hidalgo ligger 1 891 meter över havet och antalet invånare är 150.
Terrängen runt Miguel Hidalgo är platt åt sydväst, men åt nordost är den kuperad. Runt Miguel Hidalgo är det mycket glesbefolkat, med 5 invånare per kvadratkilometer. Närmaste större samhälle är San Joaquín, 1,8 km sydost om Miguel Hidalgo. Omgivningarna runt Miguel Hidalgo är i huvudsak ett öppet busklandskap.